# Кляшторный, Сергей Григорьевич
Серге́й Григо́рьевич Кляшто́рный (4 февраля 1928, Гомель — 21 сентября 2014, Санкт-Петербург) — советский и российский востоковед-тюрколог. Кандидат исторических наук, профессор.

## Биография
Родился 4 февраля 1928 года в Гомеле.
С 1945 по 1950 годы учился на кафедрах тюркской филологии и Истории Ближнего и Среднего Востока Восточного факультета Ленинградского государственного университета.
В 1950 году устроился во Всесоюзный институт геологии (ВСЕГЕИ), где до 1953 года занимал должность библиографа, а потом — начальника справочно-библиографического отдела. В 1957 году переведен на должность младшего научного сотрудника сектора тюркологии и монголистики Ленинградского отделения Института востоковедения АН СССР. С 1960 по 1962 годы заведовал библиотекой ЛО ИВАН СССР.
В 1962 году защитил кандидатскую диссертацию на тему «Древнетюркские рунические памятники как источник по истории Средней Азии» (научные руководители — А. Н. Бернштам и С. Е. Малов). В 1963 году стал заведующим сектором тюркологии и монголистики ЛО ИВАН СССР (впоследствии СПб ФИВ РАН) и занимал данную должность до 2013 года. Принимал активное участие в археологических экспедициях.
С 1964 года — сотрудник сектора. C 1969 года — преподаватель кафедры Тюркской филологии ЛГУ, с 1995 — преподаватель кафедры Центральной Азии и Кавказа СПбГУ. С 1992 года — профессор.
С 2013 года был ведущим сотрудником сектора Центральной Азии и отделом Центральной и Южной Азии ИВР РАН. В 2014 году вышел на пенсию. Ушёл из жизни 21 сентября того же года.

## Награды
- Орден «Манас» III степени (6 мая 2002 года, Кыргызстан) — за большой вклад в изучение и пропаганду истории и культуры Кыргызского народа[2].
- В 2005 году награждён Золотой медалью Постоянной международной алтаистической конференции (Gold Medal of the Permanent International Altaistic Conference).

## Основные публикации
- Кляшторный С. Г. Древнетюркские рунические памятники как источник по истории Средней Азии / С. Г. Кляшторный. — М., 1964.
- Кляшторный С. Г., Колесников А. А. Восточный Туркестан глазами русских путешественников (вторая половина XIX в.) / С. Г. Кляшторный, А. А. Колесников. — Алма-Ата: Издательство «Наука» Казахской ССР, 1988.
- Кляшторный С. Г., Колесников А. А., Басханов М. К. Восточный Туркестан глазами европейских путешественников / С. Г. Кляшторный, А. А. Колесников, М. К. Басханов; Институт уйгуроведения АН КазССР. — Алма-Ата: Гылым, 1991. — 184, [16] с.
- Кляшторный С. Г., Султанов Т. И. Казахстан: Летопись трёх тысячелетий / С. Г. Кляшторный, Т. И. Султанов. — Алма-Ата: Рауан, 1992. — 376 с.
- Кляшторный С. Г. История Центральной Азии и памятники рунического письма / С. Г. Кляшторный; Филологический факультет СПбГУ. — СПб., 2003. — 560 с. — (Азиатика). — 1000 экз. — ISBN 5-8465-0106-0. (в пер.)
- Кляшторный С. Г., Султанов Т. И. Государства и народы Евразийских степей: Древность и средневековье / С. Г. Кляшторный, Т. И. Султанов. — СПб.: Петербургское востоковедение, 2004. — 368 с. — (Orientalia). — 1500 экз. — ISBN 5-85803-255-9. (в пер.)
- Кляшторный С. Г.,  Савинов Д. Г. Степные империи древней Евразии / С. Г. Кляшторный, Д. Г. Савинов; Филологический факультет СПбГУ. — СПб., 2005. — 352 с. — (Исторические исследования). — 2000 экз. — ISBN 5-8465-0246-6. (в пер.)
- Кляшторный С. Г. Памятники древнетюркской письменности и этнокультурная история Центральной Азии / С. Г. Кляшторный; Институт востоковедения РАН, Санкт-Петербург. филиал. — М.: Наука, 2006. — 592 с. — (Восток: Общество, культура, религия). — 1200 экз. — ISBN 5-02-027060-1. (в пер.)
- Кляшторный С. Г., Султанов Т. И. Государства и народы Евразийских степей: От древности к Новому времени / С. Г. Кляшторный, Т. И. Султанов. — СПб.: Петербургское востоковедение, 2009. — 432 с. — (Orientalia). — 1000 экз. — ISBN 978-5-85803-411-7.
- Кляшторный С. Г. Рунические памятники Уйгурского каганата и история евразийских степей / С. Г. Кляшторный. — СПб.: Петербургское востоковедение, 2010. — 352 с. — 500 экз. — ISBN 978-5-85803-433-9. (в пер.)